# 亨利·阿泽布鲁克
亨利·阿泽布鲁克（法語：Henri Hazebrouck，1877年7月21日—1948年12月1日），法国男子赛艇运动员。他曾代表法国参加1900年夏季奥林匹克运动会赛艇比赛，获得男子四人单桨有舵手金牌。